# Arrondissement Épernay
Épernay is een arrondissement van het Franse departement Marne in de regio Grand Est. De onderprefectuur is Épernay.

## Kantons
Het arrondissement was tot 2014 samengesteld uit de volgende kantons:
- Kanton Anglure
- Kanton Avize
- Kanton Ay
- Kanton Dormans
- Épernay 1e kanton
- Épernay 2e kanton
- Kanton Esternay
- Kanton Fère-Champenoise
- Kanton Montmirail
- Kanton Montmort-Lucy
- Kanton Sézanne

Na de herindeling van de kantons bij decreet van 21 februari 2014, met uitwerking in maart 2015 en de wijziging van de arrondissementsgrenzen bij decreet van 27 maart 2017 is de samenstelling als volgt :
- Kanton Châlons-en-Champagne-3 (deel 4/42)
- Kanton Dormans-Paysages de Champagne (deel 42/72)
- Kanton Épernay-1
- Kanton Épernay-2
- Kanton Sézanne-Brie et Champagne
- Kanton Vertus-Plaine Champenoise (deel 40/63)